# Banque centrale de Jordanie
La banque centrale de Jordanie (en arabe: البنك المركزي الاردني) CBJ est la banque centrale de Jordanie dont les principales fonctions comprennent la gestion du dinar jordanien et le maintien d'une réserve nationale d'or et de devises étrangères. Elle a été créée sous sa forme actuelle en 1964. Son siège est situé à Amman.

## Histoire
La Jordanie a entamé les préparatifs de la création de la Banque centrale de Jordanie (CBJ) à la fin des années 1950. La loi relative à la CBJ a été promulguée en 1959. Ses procédures opérationnelles ont ensuite débuté le 1er octobre 1964. La CBJ a succédé au Jordan Currency Board, créé en 1950. Le capital de la CBJ, entièrement détenu par l'État, a été progressivement augmenté, passant d'un million à 18 milliards de dinars jordaniens. La CBJ bénéficie du statut d'entité juridique indépendante et autonome, bien que son capital soit entièrement détenu par l'État.

## Gouverneurs de la banque
| Rang | Nom                       | Mandat                                 |
| ---- | ------------------------- | -------------------------------------- |
| 1er  | Khalil Al-Salem           | (1er octobre 1964 - 26 mai 1973)       |
| 2e   | Muhammad Sa'id al-Nabulsi | (26 mai 1973 - 4 avril 1985)           |
| 3e   | Hussein Al-Qassem         | (4 avril 1985 - 27 avril 1989)         |
| 4e   | Muhammad Sa'id al-Nabulsi | (27 avril 1989 - 4 février 1996)       |
| 5e   | Ziad Freiz                | (8 janvier 1995 - 1er janvier 2001)    |
| 6e   | Umayya Touqan             | (19 juin 2000 - 22 novembre 2010)      |
| 7e   | Knight of Honor           | (22 novembre 2010 - 17 septembre 2011) |
| 8e   | Muhammad Saeed Shaheen    | (17 septembre 2011 - 10 janvier 2012)  |
| 9e   | Ziad Freiz                | (10 janvier 2012 - 5 janvier 2022)     |
| 10e  | Adel Sharkas              | (5 janvier 2022 - présent)             |